# Frances Farmer Will Have Her Revenge on Seattle
Frances Farmer Will Have Her Revenge on Seattle은 미국의 그런지 록 밴드인 너바나의 리더 커트 코베인이 쓴 곡이다. 이 곡은 희대의 영화배우 프랜시스 파머의 인생을 다룬 곡이다. 커트는 인터뷰에서 프랜시스 파머는 정신 병원에서 인간으로써는 절대로 상상도 못할 고문을 당하고, 로보토미라는 수술을 받으면서 인격을 완전히 상실했다고 했다. 실제로 프랜시스 파머는 그의 말처럼 불행한 삶은 살았다고 한다. 또 커트는 파머에게 고통을 준 워싱턴 정부기관을 비판하기도 했다.

## 구성
- 커트 코베인 : 보컬, 기타
- 데이브 그롤 : 드럼
- 크리스 노보셀릭 : 베이스 기타